# Митрофанівська сільська рада (Нижньогірський район)
Митрофа́нівська сільська́ ра́да — адміністративно-територіальна одиниця та орган місцевого самоврядування в Нижньогірському районі Автономної Республіки Крим. Адміністративний центр — село Митрофанівка.

## Загальні відомості
- Населення ради: 3 635 осіб (станом на 2001 рік)

## Населені пункти
Сільській раді підпорядковані населені пункти:
- с. Митрофанівка
- с. Буревісник
- с. Плодове
- с. Розливи
- с. Червоне

## Склад ради
Рада складається з 22 депутатів та голови.
- Голова ради: Морсков Юрій Олександрович
- Секретар ради: Півненко Юрій Анатолійович

### Керівний склад попередніх скликань
| Прізвище, ім'я, по батькові | Основні відомості                                                                             | Дата обрання | Дата звільнення |
| --------------------------- | --------------------------------------------------------------------------------------------- | ------------ | --------------- |
| Щербак Зінаїда Михайлівна   | Сільський голова, 1953 року народження, член Соціал-демократичної партії України (об'єднаної) | 26.03.2006   | 31.10.2010      |
| Морсков Юрій Олександрович  | Сільський голова, 1964 року народження, освіта вища, безпартійний                             | 31.10.2010   |                 |

Примітка: таблиця складена за даними сайту Верховної Ради України

### Депутати
За результатами місцевих виборів 2010 року депутатами ради стали:

#### За суб'єктами висування
| Суб'єкт висування | Кількість обраних депутатів | %    |
| ----------------- | --------------------------- | ---- |
| Самовисування     | 20                          | 90,9 |
| Партія регіонів   | 2                           | 9,1  |

#### За округами
| № округу        | Прізвище, ім'я, по батькові       | Дата визнання обраним | Освіта             | Партійна приналежність     | Відомості про обраного депутата                                        |
| --------------- | --------------------------------- | --------------------- | ------------------ | -------------------------- | ---------------------------------------------------------------------- |
| Партія регіонів |                                   |                       |                    |                            |                                                                        |
| 4               | Рудика Володимир Маркович         | 04.11.2010            | незакінчена вища   | член Партії регіонів       | Митрофанівський будинок культури, директор                             |
| 9               | Полозова Валентина Олександрівна  | 04.11.2010            | вища               | член Партії регіонів       | «Приватбанк», спеціаліст                                               |
| Самовисування   |                                   |                       |                    |                            |                                                                        |
| 1               | Цопіна Галина Зіновіївна          | 04.11.2010            | середня спеціальна | член Партії регіонів       | селянське фермерське господарство «Флора», бухга лтер                  |
| 2               | Колеснікова Віра Василівна        | 04.11.2010            | середня            | член Партії регіонів       | Укрпошта, зав.відділення                                               |
| 3               | Хрестенкова Тетяна Миколаївна     | 04.11.2010            | середня            | член Партії регіонів       | Нижньогірське РТМО, молодша сестра                                     |
| 5               | Вакуліна Ольга Георгіївна         | 04.11.2010            | середня            | член партії «Руський блок» | тимчасово не працює                                                    |
| 6               | Сунгатулліна Наталія Вячеславівна | 04.11.2010            | середня            | позапартійна               | Митрофанівська сільська рада, інспектор ВУС                            |
| 7               | Меметов Мурат Різаєвич            | 04.11.2010            | середня            | позапартійний              | тимчасово не працює                                                    |
| 8               | Білоусова Анжеліка Анатоліївна    | 04.11.2010            | середня            | позапартійна               | тимчасово не працює                                                    |
| 10              | Мустафаєва Емшире Енверівна       | 04.11.2010            | вища               | позапартійна               | Митрофанівський СКТ, директор                                          |
| 11              | Цуркан Ірина Юріївна              | 04.11.2010            | середня            | член Партії регіонів       | Нижньогірське районне територіальне медичне об'єднання, мол.се стра    |
| 12              | Мошоннік Сергій Данилович         | 04.11.2010            | середня            | позапартійний              | селянське фермерське господарство «Флора», механізатор                 |
| 13              | Тітар Ніна Федорівна              | 04.11.2010            | вища               | позапартійна               | селянське фермерське господарство «Флора», керівник                    |
| 14              | Павлюченко Микола Михайлович      | 04.11.2010            | середня            | позапартійний              | Червонівське УВО, охоронець                                            |
| 15              | Остапович Ірина Анатоліївна       | 04.11.2010            | вища               | член Партії регіонів       | Червонівське УВО, бухгалтер                                            |
| 16              | Півненко Юрій Анатолійович        | 04.11.2010            | вища               | позапартійний              | управління Держказначейства, головний казначей                         |
| 17              | Василенко Леонід Юрійович         | 04.11.2010            | вища               | член Партії регіонів       | пенсіонер                                                              |
| 18              | Чабаненко Раїса Володимирівна     | 04.11.2010            | середня            | позапартійна               | пенсіонер                                                              |
| 19              | Федотова Людмила Митрофанівна     | 04.11.2010            | середня спеціальна | позапартійна               | Нижньогірське оайонне територіальне медичне об'єднання, молодша сестра |
| 20              | Жадан Іннеса Валеріївна           | 04.11.2010            | середня спеціальна | позапартійна               | Митрофанівський СКТ, контролер                                         |
| 21              | Небієв Юсуп Абібулаєвич           | 04.11.2010            | середня спеціальна | позапартійний              | пенсіонер                                                              |
| 22              | Мамбетов Айдер Аблязович          | 04.11.2010            | вища               | позапартійний              | тимчасово не працює                                                    |